# Gelis sessilis
Gelis sessilis là một loài tò vò trong họ Ichneumonidae.